# Colomba dello Spirito Santo

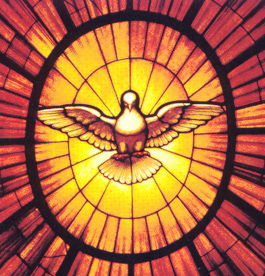
Colomba dello Spirito Santo, San Pietro in Vaticano

La colomba rappresenta lo Spirito Santo ed è uno dei simboli più diffusi nella cristianità.

## La colomba nell'Antico Testamento
Nell'antico testamento e in altre culture antiche la colomba compare con una pluralità di sfumature simboliche.  In genere la colomba, animale dalla natura dolce e mite e spesso con un piumaggio bianco, evoca mitezza, innocenza e purezza. Spesso, però, è necessario ricordare la sua funzione di messaggero (già nell'antico Egitto i colombi erano utilizzati per spedire messaggi) oppure di simbolo di tenero amore a causa del tubare dei piccioni. Nelle culture pagane, quindi, la colomba era animale sacro alla dea dell'amore (Afrodite in Grecia e le sue equivalenti siriane e romane). 
- Nella Genesi (8, 11[1]) è una colomba a portare a Noè il rametto d'ulivo, mostrandogli così la fine del Diluvio universale e l'inizio di una nuova era di pace tra Dio e gli uomini. L'immagine, quindi, della colomba con un ramo d'ulivo in bocca è diventata il simbolo della pace.
- Nel Cantico dei Cantici (5,2[2] e 6,9[3]) “mia colomba” è un appellativo affettuoso rivolto alla Sulamita dal pastore innamorato e in Ca 1,15[4] e 4,1[5] gli occhi dolci della ragazza sono paragonati a occhi di colomba perché messaggeri d'amore (metafora funzionale).
- In un testo del profeta Osea (Os 7,11[6]) Israele è paragonato a un'ingenua colomba e nel salmo 68 (67 nella LXX e nell'uso liturgico cattolico; cfr. Sal 67,14[7]), la colomba dalle ali argentee e dorate è simbolo del popolo di Israele[8].
- Anche il nome del profeta Giona è legato alle colombe: esso è in ebraico יונה, Yonàh, sostantivo sia maschile sia femminile che significa "colombo" o "colomba". Egli, infatti, è latore di un messaggio divino per gli Assiri.

## Storia del simbolo cristiano
Nei Vangeli (Mt 3,16-17; Mc 1,10-11; Lc 3,22;Gv 1,32) lo Spirito Santo viene visto scendere dal cielo in forma di colomba durante il Battesimo di Cristo. Si osservi che in ebraico "spirito" si dice "ruach", un sostantivo femminile, e ciò spiega la scelta del genere femminile anche per l'animale. L'immagine comunque illustra simbolicamente lo speciale amore divino per Gesù, dichiarato nei testi. Analogamente l'animale è stato molto spesso rappresentato in contesti battesimali (come in Tertulliano o in rappresentazioni artistiche del IV secolo).
Nei codici miniati del V e VI secolo la colomba non è più univocamente collegata al battesimo e assume il ruolo di simbolo dello Spirito Santo in altri episodi, come l'Annunciazione o le raffigurazioni della Trinità (come fece dipingere san Paolino a Nola nel V secolo).
In seguito la colomba ebbe un significato ancora più ampio, arrivando a contraddistinguere ogni ispirazione divina. Ad esempio nel IX secolo si trova san Gregorio comunemente affiancato da una colomba che rappresentava l'ispirazione divina che lo assisteva. Nel XV secolo una miniatura mostra una colomba accanto al profeta Daniele tra i leoni. Il simbolo della Chiesa Evangelica della Riconciliazione raffigura una colomba (simbolo dello Spirito) davanti alla croce. Il cerchio che delimita il disegno reca il nome del gruppo e il motto “Riconciliare servendo”.
Anche nell'ebraismo la colomba è simbolo dello "Spirito Santo", che per gli ebrei non è una persona divina, ma solo l'ispirazione divina (cfr. Ruach haQodesh). La gematria della parola greca peristernà, che significa appunto "colomba", è pari al numero 801, che nel mondo giudeo-cristiano avrebbe indicato Gesù Cristo, anche nell'unità col Padre Dio e con lo Spirito Santo Dio. Il numero del Suo nome greco Iēsxoûs è 888.